# Ulex europaeus
Ulex europaeus L. è una pianta della famiglia delle Fabacee, comunemente nota come ginestrone o ginestra spinosa.

## Descrizione
Si tratta di arbusti alti sino a 2 m, caratterizzati, in genere, da un fusto principale assai breve, che si apre in numerosi rami eretti o ascendenti, spesso un po' rigidi, fittamente spinescenti.
Le foglie sono trasformate in fillodi spinosi, spesso assai acuminati.
I fiori sono di colore giallo, riuniti in racemi, portati all'apice dei rami o all'ascella dei fillodi. La fioritura in genere è primaverile.
Il frutto è un legume villoso, lungo 1–2 cm.

## Biologia
Si riproduce per impollinazione entomogama. Tra gli insetti pronubi vi sono l'ape mellifera, bombi, vespe e ditteri.

## Distribuzione e habitat
È un genere tipico dell'Europa atlantico-occidentale (Belgio, Francia, Germania, Gran Bretagna, Irlanda, Italia, Madeira, Paesi Bassi, Portogallo, Spagna, Svizzera).
È stata introdotta dall'uomo e si è naturalizzata in America e in Oceania.
È stata inserita nell'elenco delle 100 tra le specie esotiche invasive più dannose al mondo.